# Ucieczka kapitału
Ucieczka kapitału – odpływ netto kapitału z danego państwa, będący wynikiem obaw inwestorów o pogorszenie się jego sytuacji gospodarczej lub politycznej.
W wyniku okresowego nadmiaru podaży aktywów emitowanych w danym kraju lub denominowanych w jego walucie najczęściej dochodzi ich wyprzedaży. Odpływowi dużych środków finansowych z danego państwa za granicę towarzyszy presja na kurs jego waluty.
Mechanizmem mającym na celu powstrzymanie ucieczki kapitału jest administracyjna kontrola przepływów kapitałowych. Jego obecność ma jednak negatywny wpływ na napływ kapitału zagranicznego do danego państwa, ponieważ inwestorzy obawiają się okresowego braku możliwości zakończenia inwestycji.